# Illumination
Illumination (cunoscut anterior ca Illumination Entertainment) este un studio de animație american fondat de Chris Meledandri pe 17 ianuarie 2007 și este o divizie a Universal Pictures, o divizie a Comcast prin subsidiara sa deținută în întregime NBCUniversal; Meledandri produce filmele, iar Universal le finanțează și distribuie. Studioul este cunoscut cel mai bine pentru crearea francizelor Sunt un mic ticălos, Singuri acasă și Hai să cântăm! și de asemenea a adaptărilor de film ale cărților lui Dr. Seuss Cum a furat Grinch crăciunul și Lorax și jocurilor video Nintendo începând cu Super Mario Bros: Filmul. Minionii, personaje din seria Sunt un mic ticălos, sunt mascotele studioului.
Illumination a produs 15 filme lungmetraj, cu încasări în medie de 711 milioane de $ pe film. Trei dintre filmele studioului—Minionii (2015), Sunt un mic ticălos 3 (2017) și Super Mario Bros: Filmul (2023)—sunt toate printre cele 50 de filme cu cele mai încasări din toate timpurile, iar cel din urmă a avut cea mai mare deschidere la încasări pentru un film de animație opt din filmele lor sunt printre cele 50 de filme de animație cu cele mai mari încasări. Primul său film, Sunt un mic ticălos, a fost lansat pe 9 iulie 2010, iar cel mai recent film al său, Sunt un mic ticălos 4, a fost lansat pe 3 iulie 2024; filmele sale viitoare includ o urmare fără nume la Super Mario Bros: Filmul pe 3 aprilie 2026 și Minionii 3 pe 1 iulie 2026. În plus, o dată de lansare pe 30 iunie 2027 a fost rezervată pentru un film fără nume.

## Filme
Toate filmele sunt distribuite de Universal Pictures.
| 2010 | Sunt un mic ticălos                          |
| 2011 | Hop-Țop                                      |
| 2012 | Lorax. Protectorul pădurii                   |
| 2013 | Sunt un mic ticălos 2                        |
| 2014 |                                              |
| 2015 | Minionii                                     |
| 2016 | Singuri acasă                                |
| 2016 | Hai să cântăm!                               |
| 2017 | Sunt un mic ticălos 3                        |
| 2018 | Grinch                                       |
| 2019 | Singuri acasă 2                              |
| 2020 |                                              |
| 2021 | Hai să cântăm din nou!                       |
| 2022 | Minionii 2                                   |
| 2023 | Super Mario Bros: Filmul                     |
| 2023 | Marea migrație                               |
| 2024 | Sunt un mic ticălos 4                        |
| 2025 |                                              |
| 2026 | Urmare fără nume la Super Mario Bros: Filmul |
| 2026 | Minionii 3                                   |

### Filme lansate
| #  | Titlu                      | Premiera          | Regizor                                                               | Coproducție cu   | Servicii de animație           |
| -- | -------------------------- | ----------------- | --------------------------------------------------------------------- | ---------------- | ------------------------------ |
| 1  | Sunt un mic ticălos        | 9 iulie 2010      | Chris Renaud Pierre Coffin                                            | N/A              | Mac Guff                       |
| 2  | Hop-Țop                    | 1 aprilie 2011    | Tim Hill                                                              | Relativity Media | Rhythm & Hues                  |
| 3  | Lorax. Protectorul pădurii | 2 martie 2012     | Chris Renaud Co-regizor: Kyle Balda                                   | N/A              | Illumination Mac Guff Mac Guff |
| 4  | Sunt un mic ticălos 2      | 3 iulie 2013      | Chris Renaud Pierre Coffin                                            | N/A              | Illumination Mac Guff          |
| 5  | Minionii                   | 10 iulie 2015     | Pierre Coffin Kyle Balda                                              | N/A              | Illumination Mac Guff          |
| 6  | Singuri acasă              | 8 iulie 2016      | Chris Renaud Co-regizor: Yarrow Cheney                                | N/A              | Illumination Mac Guff          |
| 7  | Hai să cântăm!             | 21 decembrie 2016 | Garth Jennings Co-regizor: Christophe Lourdelet                       | N/A              | Illumination Mac Guff          |
| 8  | Sunt un mic ticălos 3      | 30 iunie 2017     | Pierre Coffin Kyle Balda Co-regizor: Eric Guillon                     | N/A              | Illumination Mac Guff          |
| 9  | Grinch                     | 9 noiembrie 2018  | Scott Mosier Yarrow Cheney                                            | N/A              | Illumination Mac Guff          |
| 10 | Singuri acasă 2            | 7 iunie 2019      | Chris Renaud Co-regizor: Jonathan del Val                             | N/A              | Illumination Mac Guff          |
| 11 | Hai să cântăm din nou!     | 22 decembrie 2021 | Garth Jennings Co-regizor: Christophe Lourdelet                       | N/A              | Illumination Studios Paris     |
| 12 | Minionii 2                 | 1 iulie 2022      | Kyle Balda Co-regizori: Brad Ableson Jonathan del Val                 | N/A              | Illumination Studios Paris     |
| 13 | Super Mario Bros: Filmul   | 5 aprilie 2023    | Aaron Horvath Michael Jelenic Co-regizori: Pierre Leduc Fabien Polack | Nintendo         | Illumination Studios Paris     |
| 14 | Marea migrație             | 22 decembrie 2023 | Benjamin Renner Co-regizor: Guylo Homsy                               | N/A              | Illumination Studios Paris     |
| 15 | Sunt un mic ticălos 4      | 3 iulie 2024      | Chris Renaud Co-regizor: Patrick Delage                               | N/A              | Illumination Studios Paris     |

### Filme viitoare
| #  | Titlu                                        | Premiera       | Regizor                       | Coproducție cu | Servicii de animație       | Status       |
| -- | -------------------------------------------- | -------------- | ----------------------------- | -------------- | -------------------------- | ------------ |
| 16 | Urmare fără nume la Super Mario Bros: Filmul | 3 aprilie 2026 | Aaron Horvath Michael Jelenic | Nintendo       | Illumination Studios Paris | În producție |
| 17 | Minionii 3                                   | 1 iulie 2026   | Pierre Coffin                 | N/A            | Illumination Studios Paris | În producție |
| 18 | Film fără nume                               | 30 iunie 2027  | VFA                           | VFA            | VFA                        | În producție |

## Scurtmetraje
| #  | Titlu                   | Premiera           | Regizor                                             | Distribuit de                         | Servicii de animație         | Lansare cu                 | Note                       |
| -- | ----------------------- | ------------------ | --------------------------------------------------- | ------------------------------------- | ---------------------------- | -------------------------- | -------------------------- |
| 1  | Home Makeover           | 14 decembrie 2010  | Kyle Balda Samuel Tourneux                          | Universal Studios Home Entertainment  | Mac Guff                     | Sunt un mic ticălos        | Lansare media la domiciliu |
| 2  | Orientation Day         | 14 decembrie 2010  | Kyle Balda Samuel Tourneux                          | Universal Studios Home Entertainment  | Mac Guff                     | Sunt un mic ticălos        | Lansare media la domiciliu |
| 3  | Banana                  | 14 decembrie 2010  | Kyle Balda Samuel Tourneux                          | Universal Studios Home Entertainment  | Mac Guff                     | Sunt un mic ticălos        | Lansare media la domiciliu |
| 4  | Brad & Gary             | 1 iulie 2011       | Pierre Coffin                                       | Universal Pictures                    | Mac Guff                     | N/A                        | Lansare teatrală           |
| 5  | Phil's Dance Party      | 23 martie 2012     | Chris Bailey                                        | Universal Studios Home Entertainment  | Rhythm & Hues                | Hop-Țop                    | Lansare media la domiciliu |
| 6  | Wagon Ho!               | 7 august 2012      | Kyle Balda                                          | Universal Studios Home Entertainment  | Illumination Mac Guff        | Lorax. Protectorul pădurii | Lansare media la domiciliu |
| 7  | Forces of Nature        | 7 august 2012      | Kyle Balda                                          | Universal Studios Home Entertainment  | Illumination Mac Guff        | Lorax. Protectorul pădurii | Lansare media la domiciliu |
| 8  | Serenade                | 7 august 2012      | Kyle Balda                                          | Universal Studios Home Entertainment  | Illumination Mac Guff        | Lorax. Protectorul pădurii | Lansare media la domiciliu |
| 9  | Puppy                   | 10 decembrie 2013  | Yarrow Cheney Bruno Dequier                         | Universal Studios Home Entertainment  | Illumination Mac Guff        | Sunt un mic ticălos 2      | Lansare media la domiciliu |
| 10 | Panic in the Mailroom   | 10 decembrie 2013  | Fabrice Joubert Mark O'Hare                         | Universal Studios Home Entertainment  | Illumination Mac Guff        | Sunt un mic ticălos 2      | Lansare media la domiciliu |
| 11 | Training Wheels         | 10 decembrie 2013  | Eric Favela Régis Schuler                           | Universal Studios Home Entertainment  | Illumination Mac Guff        | Sunt un mic ticălos 2      | Lansare media la domiciliu |
| 12 | Cro Minion              | 8 decembrie 2015   | Didier Ah-Koon Régis Schuler                        | Universal Studios Home Entertainment  | Illumination Mac Guff        | Minionii                   | Lansare media la domiciliu |
| 13 | Competition             | 8 decembrie 2015   | Kyle Balda Julien Soret                             | Universal Studios Home Entertainment  | Illumination Mac Guff        | Minionii                   | Lansare media la domiciliu |
| 14 | Binky Nelson Unpacified | 8 decembrie 2015   | Fabrice Joubert Brian Lynch                         | Universal Studios Home Entertainment  | Illumination Mac Guff        | Minionii                   | Lansare media la domiciliu |
| 15 | Mower Minions           | 8 iulie 2016       | Bruno Chauffard Glenn McCoy                         | Universal Pictures                    | Illumination Mac Guff        | Singuri acasă              | Lansare teatrală           |
| 16 | Norman Television       | 6 decembrie 2016   | Boris Jacq Habib Louati                             | Universal Pictures Home Entertainment | Illumination Mac Guff        | Singuri acasă              | Lansare media la domiciliu |
| 17 | Weenie                  | 6 decembrie 2016   | Kyle Balda Cinco Paul Ken Daurio                    | Universal Pictures Home Entertainment | Illumination Mac Guff        | Singuri acasă              | Lansare media la domiciliu |
| 18 | Gunter Babysits         | 21 martie 2017     | Adrien Borkazian Eric Favela                        | Universal Pictures Home Entertainment | Illumination Mac Guff        | Hai să cântăm!             | Lansare media la domiciliu |
| 19 | Love at First Sight     | 21 martie 2017     | Benjamin Le Ster Matthew Nealon                     | Universal Pictures Home Entertainment | Illumination Mac Guff        | Hai să cântăm!             | Lansare media la domiciliu |
| 20 | Eddie's Life Coach      | 21 martie 2017     | Guylo Homsy Scott Mosier                            | Universal Pictures Home Entertainment | Illumination Mac Guff        | Hai să cântăm!             | Lansare media la domiciliu |
| 21 | The Secret Life of Kyle | 5 decembrie 2017   | Bruno Chauffard Glenn McCoy                         | Universal Pictures Home Entertainment | Illumination Mac Guff        | Sunt un mic ticălos 3      | Lansare media la domiciliu |
| 22 | Yellow is the New Black | 9 noiembrie 2018   | Sergei Kouchnerov Fabien Polack                     | Universal Pictures                    | Illumination Mac Guff        | Grinch                     | Lansare teatrală           |
| 23 | The Dog Days of Winter  | 23 noiembrie 2018  | Thierry Noblet Habib Louati                         | NBCUniversal Television Distribution  | Illumination Mac Guff        | Trolls Holiday             | Lansare televizată         |
| 24 | Santa's Little Helpers  | 5 februarie 2019   | Bruno Chauffard Derek Drymon                        | Universal Pictures Home Entertainment | Illumination Mac Guff        | Grinch                     | Lansare media la domiciliu |
| 25 | Super Gidget            | 27 august 2019     | Boris Jacq Glenn McCoy                              | Universal Pictures Home Entertainment | Illumination Mac Guff        | Singuri acasă 2            | Lansare media la domiciliu |
| 26 | Minion Scouts           | 27 august 2019     | Guy Bar'ely Frank Baradat                           | Universal Pictures Home Entertainment | Illumination Mac Guff        | Singuri acasă 2            | Lansare media la domiciliu |
| 27 | Minions and Monsters    | 11 iunie 2021      | Jed Diffenderfer Chloé Lesueur                      | NBCUniversal Syndication Studios      | Illumination Mac Guff        | Minionii 2 (DVD)           | Lansare televizată         |
| 28 | For Gunter's Eyes Only  | 29 martie 2022     | David Feiss David Pelle                             | Universal Pictures Home Entertainment | Illumination Studios Paris   | Hai să cântăm din nou!     | Lansare media la domiciliu |
| 29 | Animal Attraction       | 29 martie 2022     | Sono Patel Garth Jennings                           | Universal Pictures Home Entertainment | Illumination Studios Paris   | Hai să cântăm din nou!     | Lansare media la domiciliu |
| 30 | Post Modern Minion      | 6 septembrie 2022  | Matthew Nealon                                      | Universal Pictures Home Entertainment | Illumination Studios Paris   | Minionii 2                 | Lansare media la domiciliu |
| 31 | Penglai                 | 16 septembrie 2022 | Momo Wang                                           | Universal Pictures                    | One and All Animation Studio | N/A                        | Lansare teatrală           |
| 32 | Mooned                  | 22 decembrie 2023  | Jonathan del Val                                    | Universal Pictures                    | Illumination Studios Paris   | Marea migrație             | Lansare teatrală           |
| 33 | Fly Hard                | 27 februarie 2024  | Hélène Galtier Elisabeth Patte                      | Universal Pictures Home Entertainment | Illumination Studios Paris   | Marea migrație             | Lansare media la domiciliu |
| 34 | Midnight Mission        | 27 februarie 2024  | Guylo Homsy Sono Patel                              | Universal Pictures Home Entertainment | Illumination Studios Paris   | Marea migrație             | Lansare media la domiciliu |
| 35 | Benny's Birthday        | 6 august 2024      | N/A                                                 | Universal Pictures Home Entertainment | Illumination Studios Paris   | Sunt un mic ticălos 4      | Lansare media la domiciliu |
| 36 | Game Over and Over      | 6 august 2024      | Christophe Delisle Christophe Lourdelet Ludovic Roz | Universal Pictures Home Entertainment | Illumination Studios Paris   | Sunt un mic ticălos 4      | Lansare media la domiciliu |
| 37 | Sing: Thriller          | 16 octombrie 2024  | Garth Jennings                                      | Netflix                               | Illumination Studios Paris   | N/A                        | Lansare pe streaming       |

### Compilații
| # | Titlu            | Premiera           | Canal   | Scurtmetraje incluse |
| - | ---------------- | ------------------ | ------- | --- |
| 1 | Minions & More 1 | 20 septembrie 2022 | Netflix | Puppy, The Dog Days of Winter, Minion Scouts, Norman Television, Training Wheels, Love at First Sight, The Secret Life of Kyle, Weenie, Forces of Nature și Santa's Little Helpers        |
| 2 | Minions & More 2 | 8 noiembrie 2022   | Netflix | Mower Minions, Super Gidget, Yellow is the New Black, Eddie's Life Coach, Competition, Serenade, Cro Minion, Wagon Ho!, Binky Nelson Unpacified, Panic in the Mailroom și Gunter Babysits |

## Speciale
| # | Titlu                   | Premiera          | Canal | Coproducție cu | Servicii de animație  |
| - | ----------------------- | ----------------- | ----- | -------------- | --------------------- |
| 1 | Minions Holiday Special | 27 noiembrie 2020 | NBC   | N/A            | Illumination Mac Guff |

## Seriale

### Seriale online
| # | Titlu                    | Premiera      | Finalul       | Canal              |
| - | ------------------------ | ------------- | ------------- | ------------------ |
| 1 | Saturday Morning Minions | 5 iunie 2021  | 5 martie 2022 | Facebook Instagram |
| 2 | Who's Who                | 13 iulie 2023 | 3 august 2023 | TikTok YouTube     |

## Francize
| # | Titlu               | Ani          | Filme | Scurtmetraje |
| - | ------------------- | ------------ | ----- | ------------ |
| 1 | Sunt un mic ticălos | 2010–prezent | 5     | 18           |
| 2 | Singuri acasă       | 2016–prezent | 2     | 3            |
| 3 | Hai să cântăm!      | 2016–prezent | 2     | 5            |